# Cornelius Cruys
Cornelius Cruys, ursprungligen Niels Olsen, född 17 juni 1655 i Stavanger, Norge, död 14 juni 1727 i Sankt Petersburg, Ryssland, var en norsk-nederländsk viceamiral i den ryska flottan, och den ryska Östersjöflottans första befälhavare.
Cruys far var handelsman i Stavanger, och fick sin sjömansutbildning i holländsk kofferdisjöfart, och var redan 1680 kapten med namnet Cruys. Efter att en tid ha varit i holländsk örlogstjänst övergick Cruys 1697 i rysk tjänst, blev 1698 viceamiral och ledde anläggningen av örlogshamnen vid Taganrog och övervann med diplomatisk skicklighet turkarnas motstånd mot företaget. Hans beskrivande kartläggning av Azovska sjön och Dons nedersta lopp har betecknats som kartografiskt epokgörande. Trots att han stod i hög gunst hos tsar Peter blev Cruys 1700 på anstiftan av sin avundsman Fjodor Apraksin kroppsligen bestraffad för en ringa förseelse. Han behöll dock sin ställning och gjorde 1705-10 betydande insatser i krigsoperationerna mot Sverige. Efter en olycklig sjöstrid 1713 föll han i onåd, dömdes till döden och blev endast tack vare Katarina I av Rysslands förbön benådad till livet. Han förvisades till Kazan 1714, men återkallades redan 1715, blev generaldirektör för amiralitetets ekipagedepartement samma år, vicepresident i amiralitetskollegiet 1719 och amiral av "blå flaggan" 1721. Genom sin vän Heinrich Ostermann, som han i Holland värvat åt Ryssland, utövade han ett visst politiskt inflytande och ansågs för de reformertas främste talesman vid hovet.